# Tiger Army II: Power of Moonlite
Tiger Army II: Power of Moonlite är ett album från 2001 av Tiger Army. Albumet är i genrena Psychobilly och Punkrock

## Låtlista
1. Call of the ghost tigers (prelude)
2. Towards destiny
3. Incorporeal
4. Power of moonlite
5. When night comes down
6. Grey dawn breaking
7. Cupid's victim
8. Valley of dreams
9. Annabel Lee
10. In the orchard
11. Under saturn's shadow
12. F.T.W
13. Remembered forever